# Les Maléfices de la momie
Série
La Malédiction des pharaons
(1959) Dans les griffes de la momie
(1967)
Pour plus de détails, voir Fiche technique et Distribution.
Les Maléfices de la momie (The Curse of the Mummy's Tomb) est un film d'horreur britannique réalisé par  Michael Carreras sorti en 1964.

## Synopsis
Les égyptologues européens Dubois, Giles et Bray découvrent la tombe du prince égyptien Ra, à l'intérieur de laquelle se trouve le corps momifié du prince lui-même. Un homme d'affaires, Alexander King, s'intéresse à la découverte et achète la momie au trio avec l'intention de l'exposer dans un musée britannique. Une fois exposée, la momie ressuscite et commence à faire la chasse aux trois égyptologues. Pendant que nos trois amis essaient d'échapper à la momie, ils découvrent que c'est un personnage sinistre aux instincts meurtriers qui lui a rendu la vie et qu'il est peut-être le seul qui soit capable de l'arrêter.

## Fiche technique
- Titre : Les Maléfices de la momie
- Titre original : The Curse of the Mummy's Tomb
- Réalisation : Michael Carreras
- Scénario : Michael Carreras
- Producteur : Michael Carreras
- Producteur associé : William Hill
- Musique : Carlo Martelli
- Photographie : Otto Heller
- Montage : Eric Boyd-Perkins
- Distribution : David Booth
- Création des décors : Bernard Robinson
- Effets spéciaux de maquillage : Roy Ashton
- Effets spéciaux : George Blackwell
- Compagnie de production : Hammer Films - Swallow Productions Ltd
- Compagnie de distribution : Columbia Pictures Corporation
- Pays d'origine :  Royaume-Uni
- Langue : Anglais Mono (RCA Sound Recording)
- Image : Couleurs (Technicolor)
- Ratio écran : 2.35:1
- Format négatif : 35 mm
- Procédé cinématographique : Techniscope
- Durée : 78 minutes
- Genre : Horreur et fantastique

## Distribution
- Terence Morgan  (VF : Gabriel Cattand) : Adam Beauchamp
- Ronald Howard  (VF : Marc Cassot) : John Bray
- Fred Clark : Alexander King
- Jeanne Roland : Annette Dubois
- George Pastell  (VF : Jacques Deschamps) : Hashmi Bey
- Jack Gwillim  (VF : Gérard Ferat) : Sir Giles Dalrymple
- John Paul (VF : Henri Djanik)  : Inspecteur Mackenzie
- Dickie Owen : Ra-Antef, la Momie
- Jill Mai Meredith : Jenny
- Michael Ripper : Achmed
- Harold Goodwin : Fred

## SagaLa Momie
- 1959 : La Malédiction des pharaons (The Mummy), de Terence Fisher
- 1967 : Dans les griffes de la momie (The Mummy's Shroud), de John Gilling

### Source
- (en) Cet article est partiellement ou en totalité issu de l’article de Wikipédia en anglais intitulé « The Curse of the Mummy's Tomb » (voir la liste des auteurs).